# هنري فانتين لاتور
هنري فانتين لاتور (14 يناير 1836 - 25 أغسطس 1904) كان رسام فرنسي أشتهر بلوحاته عن الزهور ورسمه للرسامين والكتاب الباريسيين.